# Topette
La topette, mot apparu au XVIIIe siècle, est une fiole longue et étroite, faite de terre ou de verre, facile à transporter en poche ou dans un panier-repas.
Par métonymie, la topette désigne aussi le contenu de la bouteille.

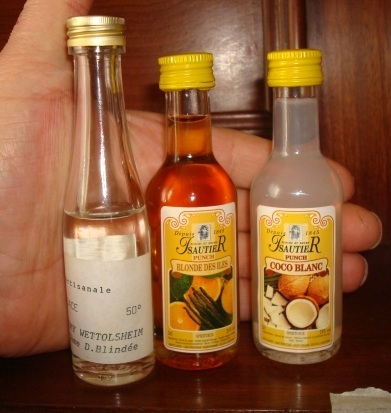
Petites topettes de liqueur de 3 cl.

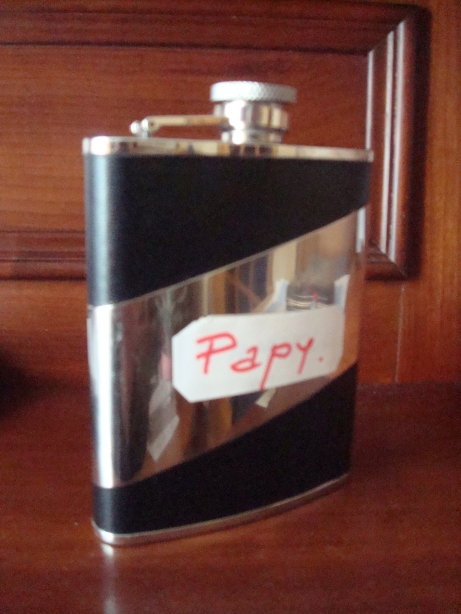
Topette de poche.

## Types de topettes
Topette de pocheflasque dont la forme principale est plate et légèrement incurvée pour épouser le forme du corps quand le flacon est mis dans une poche de veste ou de pantalon. Sa contenance varie de 17 cl (6 oz) à 30 cl. Les topettes les plus plates sont celles faites de métal (inox), les autres sont le plus souvent de terre cuite vernissée.
Topette de « maison »petit flacon (3 cm sur 10 cm de haut) de liqueur publicitaire de 3 cl au grand col étroit (4 cm de diamètre) et haut (35 cm), de 20 cl environ.

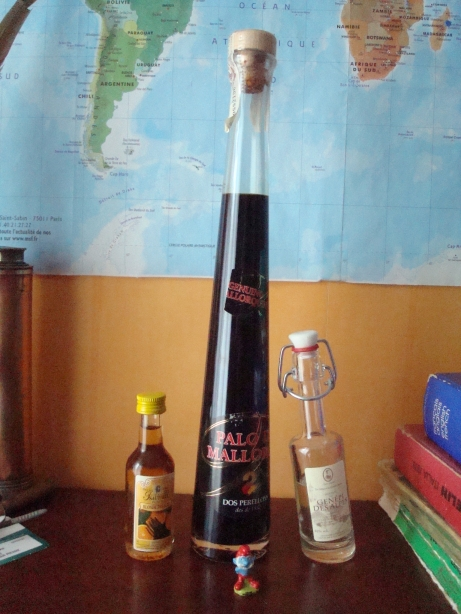
Topettes de maison.

## Usages particuliers

### Cyclisme
Le mot « topette » est entré dans le jargon cycliste entre la fin du XIXe siècle et le début du XXe siècle. Ce petit flacon peut être de forme très aplatie et être glissé dans la poche du maillot ou du cuissard d’un coureur cycliste ; contenant alors un produit stimulant, il est à la source de l’expression « marcher à la topette » et devient synonyme de dopage.

### Laiterie
En laiterie, la topette désigne le bidon de lait servant à transvaser et à conditionner le lait qui a été préalablement chauffé.

### Nouvelle-Calédonie
Dans le français calédonien, le mot topette désigne une bouteille de bière (et par extension une canette de bière) et une arme de chasse (carabine ou fusil).

### Région Centre
En Maine-et-Loire et en Indre-et-Loire, le mot topette est utilisé en tant que synonyme de « salut » ou « à bientôt, ». Le trimestriel angevin La Topette s'en inspire pour son titre.